# Nightmare (álbum)
Nightmare é o quinto álbum de estúdio da banda norte-americana de heavy metal Avenged Sevenfold, lançado em 27 de julho de 2010.
Após a morte do baterista The Rev, o álbum contou com a participação do baterista Mike Portnoy, que logo após saiu da banda de metal progressivo Dream Theater, por motivos paralelos. Gravou as linhas de bateria do álbum e participou de apresentações ao vivo.
A faixa-título, "Nightmare", ficou em 1º lugar no Top 10 da MTV Brasil. Havia anos que nenhuma banda de heavy metal aparecia no programa.
O álbum foi certificado Ouro pela RIAA e vendeu 766 mil cópias nos Estados Unidos, mas vendeu mais de 3 milhões de cópias no mundo todo, se tornando o álbum mais vendido do Avenged.

## Processo de escrita e gravação
No final de 2009, dois anos após o Avenged Sevenfold lançar seu álbum homônimo, a banda começou a trabalhar no seu álbum seguinte, que segundo Zacky Vengeance seria "uma jornada sombria".
Em 28 de dezembro de 2009, o corpo de James "The Rev" Sullivan foi descoberto dentro de sua casa. Este incidente fez a banda suspender o trabalho no álbum por algum tempo. Meses depois, Mike Portnoy (ex-Dream Theater), uma grande influência para The Rev e o resto da banda, concordou em terminar a gravação das linhas de bateria do álbum.

## Faixas
As 12 faixas do novo disco foram divulgadas no dia 15 de junho de 2010.
Músicas e letras por Avenged Sevenfold.
| N.º            | Título                   | Compositor(es)                        | Duração |  |
| 1.             | "Nightmare"              | Matthew Sanders                       | 6:15    |  |
| 2.             | "Welcome to the Family"  | James Sullivan Sanders                | 4:05    |  |
| 3.             | "Danger Line"            | Sanders Zachary Baker Jonathan Seward | 5:28    |  |
| 4.             | "Buried Alive"           | Sanders                               | 6:44    |  |
| 5.             | "Natural Born Killer"    | Sullivan                              | 5:15    |  |
| 6.             | "So Far Away"            | Brian Haner Jr.                       | 5:26    |  |
| 7.             | "God Hates Us"           | Sanders                               | 5:19    |  |
| 8.             | "Victim"                 | Sanders Haner Baker Seward            | 7:29    |  |
| 9.             | "Tonight the World Dies" | Sanders Sullivan Seward               | 4:41    |  |
| 10.            | "Fiction"                | Sullivan                              | 5:18    |  |
| 11.            | "Save Me"                | Sanders Sullivan                      | 10:57   |  |
| Duração total: | Duração total:           | Duração total:                        | 66:56   |  |

## Histórico de lançamento
| Região                         | Data                   |
| ------------------------------ | ---------------------- |
| Austria, Suiça                 | 23 de Julho de 2010    |
| Nova Zelândia, Reino Unido     | 26 de Julho de 2010    |
| Estados Unidos, Canadá, França | 27 de Julho de 2010    |
| Malásia, Japão, Suécia         | 28 de Julho de 2010    |
| Austrália                      | 30 de Julho de 2010    |
| Itália, Espanha                | 1 de Agosto de 2010    |
| Alemanha                       | 27 de Agosto de 2010   |
| Brasil                         | 21 de Setembro de 2010 |

## Desempenhos nas paradas e certificações
| País           | Parada (2010)                           | Melhor posição |
| -------------- | --------------------------------------- | -------------- |
| Alemanha       | Media Control Charts                    | 36             |
| Austrália      | ARIA Charts                             | 9              |
| Áustria        | Ö3 Austria Top 40                       | 33             |
| Bélgica        | Ultratop (Wallonia) Ultratop (Flanders) | 67 87          |
| Canadá         | Canadian Albums                         | 2              |
| Espanha        | Spain Top 100 Albums Chart              | 57             |
| Estados Unidos | Billboard 200                           | 1              |
| Finlândia      | Finnish Albums Chart                    | 1              |
| França         | SNEP Top 150                            | 136            |
| Grécia         | Greek Albums Chart                      | 46             |
| Japão          | Oricon Total Albums Sales               | 12             |
| México         | Top 100 México                          | 35             |
| Mundo          | World Top 40                            | 2              |
| Noruega        | VG-Lista                                | 14             |
| Nova Zelândia  | New Zealand Albums Chart                | 2              |
| Países Baixos  | MegaCharts                              | 47             |
| Reino Unido    | UK Albums Chart                         | 5              |
| Suécia         | Svensktoppen                            | 9              |
| Suíça          | Swiss Top 100 Albums                    | 65             |

| País           | Empresa | Certificado | Vendas   |
| -------------- | ------- | ----------- | -------- |
| Canadá         | MC      | Ouro        | 40,000+  |
| Estados Unidos | RIAA    | Ouro        | 500,000+ |
| Reino Unido    | BPI     | Prata       | 60,000+  |

## Créditos

### Musicais
Banda
- M. Shadows - vocais;
- Zacky Vengeance - guitarra rítmica, backing vocals
- The Rev – arranjos de bateria, bateria e backing vocals em demo "Nightmare", co-vocais em "Fiction" e "Save Me"
- Synyster Gates - guitarra solo, backing vocals
- Johnny Christ - baixo

Participações especiais
- Mike Portnoy - bateria
- Sharlotte Gibson - vocal de apoio em "Victim"
- David Palmer - piano e teclado em "Danger Line", "Save Me", "Tonight the World Dies", "Fiction" e "Nightmare"

### Técnicos
Produção e mixagem
- Produzido por Mike Elizondo.
- Mixado por Andy Wallace

## Prêmios e nomeações
| Ano  | Nomeado                                       | Prêmio                                    | Resultado |
| ---- | --------------------------------------------- | ----------------------------------------- | --------- |
| 2011 | Mike Portnoy em Nightmare                     | Golden God Awards: Best Drummer           | Vencedor  |
| 2011 | Synyster Gates & Zacky Vengeance em Nightmare | Golden God Awards: Best Guitarists        | Vencedor  |
| 2011 | M. Shadows em Nightmare                       | Golden God Awards: Best Vocalist          | Vencedor  |
| 2011 | Nightmare                                     | Golden God Awards: Album of the Year      | Vencedor  |
| 2011 | "Buried Alive"                                | Revolver Magazine's Song of the Year 2011 | Nomeado   |